# Unbreakable (Sinplus-dal)
Az Unbreakable (magyarul: Összetörhetetlen) egy rockdal, mely Svájcot képviselte a 2012-es Eurovíziós Dalfesztiválon. A dalt a svájci–olasz Sinplus együttes adta elő angol nyelven.
A dal a 2011. december 10-én rendezett svájci nemzeti döntőben nyerte el az indulás jogát. A döntőben a nézők telefonos szavazata alakította ki az eredményt. A dal pedig a szavazatok 17,87%-át megszerezve az első helyen végzett, ami a tizennégy fős mezőnyben elegendő volt a győzelemhez.
Az Eurovíziós Dalfesztiválon a dalt a május 22-én rendezett első elődöntőben adták elő, a fellépési sorrendben hetedikként a román Mandinga Zaleilah című dala után, és a belga Iris Would You című dala előtt. Az elődöntőben 45 ponttal a 11. helyen végzett, így nem jutott tovább a döntőbe.
A következő svájci induló a Takasa együttes volt a You and Me című dallal a 2013-as Eurovíziós Dalfesztiválon.

## Slágerlistás helyezések
| Slágerlisták (2011)         | Lh.* |
| --------------------------- | ---- |
| Svájc (Schweizer Hitparade) | 34   |

*Lh. = Legjobb helyezés.